# فیل‌ها و چمن
فیل‌ها و چمن (ترکی استانبولی: Filler ve Çimen) یک فیلم در ژانر به کارگردانی درویش زیم است که در سال ۲۰۰۱ منتشر شد. از بازیگران آن می‌توان به علی سورملی، صنم چلیک، هالوک بیلگینر، یوقور پولات، و ایزل آکای اشاره کرد.